# Derancistrus coeruleus
Derancistrus coeruleus är en skalbaggsart som beskrevs av Auguste Lameere 1912. Derancistrus coeruleus ingår i släktet Derancistrus och familjen långhorningar.
Artens utbredningsområde är Kuba. Inga underarter finns listade i Catalogue of Life.